# Yadong (köpinghuvudort i Kina, Inner Mongolia Autonomous Region, lat 48,50, long 123,78)
Yadong (kinesiska: 亚东, 亚东镇) är en köpinghuvudort i Kina. Den ligger i den autonoma regionen Inre Mongoliet, i den norra delen av landet, omkring 1 300 kilometer nordost om regionhuvudstaden Hohhot. Antalet invånare är 50 677. Befolkningen består av 24 398 kvinnor och 26 279 män. Barn under 15 år utgör 14,0 %, vuxna 15-64 år 79 %, och äldre över 65 år 6,0 %.
Runt Yadong är det ganska glesbefolkat, med 28 invånare per kvadratkilometer. Det finns inga andra samhällen i närheten. Trakten runt Yadong består till största delen av jordbruksmark.
Genomsnittlig årsnederbörd är 790 millimeter. Den regnigaste månaden är juli, med i genomsnitt 273 mm nederbörd, och den torraste är januari, med 8 mm nederbörd.